# Écozone paléarctique : plantes à graines par nom scientifique (G)

## Ga

### Gai
- Gaillardia - fam. Composées
  - Gaillardia aristata ou Gaillarda grandiflora - Gaillarde vivace à grande fleur
  - Gaillardia burgunder - Gaillarde bourguignonne
  - Gaillardia maxima aurea
  - Gaillardia picta - Gaillarde peinte

### Gal
- Galactia

- Galactites
  - Galactites comosa - Galactites

- Galanthus - fam. Amaryllidaceae
  - Galanthus nivalis - l'un des Perce-neiges

- Galax
  - Galax aphylla
  - Galax urceolata

- Galega
  - Galega officinalis

- Galeopsis - fam. Lamiacées
  - Galeopsis tetrahit - Ortie royale

- Galinsoga - fam. Composées
  - Galinsoga aristulata - Galinsoga

- Galium - fam. Rubiacées
  - Galium arenarium - Gaillet des sables
  - Galium album - Gaillet blanc
  - Galium aparine - Gaillet gratteron
  - Galium boreale - Gaillet boréal
  - Galium cruciata
  - Galium minutulum - Gaillet nain
  - Galium molugo - Caille-lait blanc
  - Galium odoratum - Gaillet odorant
  - Galium triflorum
  - Galium verum - Caille-lait jaune

- Galtonia
  - Galtonia candicans

### Gar
- Garcinia
  - Garcinia gummi-gutta

- Gardenia - fam. Rubiacées
  - Gardenia augusta - Jasmin du Cap
  - Gardenia jasminoïdes - Gardenia faux-jasmin

### Gau
- Gaultheria -fam. Éricacées
  - Gaultheria hispidula
  - Gaultheria mucronata - Pernettya mucronée
  - Gaultheria procumbens - Thé des bois
  - Gaultheria shallon

- Gaura - fam. Onagracées
  - Gaura lindheimeiri - Gaura de Lindheimer

### Gay
- Gaylussacia
  - Gaylussacia dumosa Bigeloviana

### Gaz
- Gazania - fam. Composées
  - Gazania rigens
  - Gazania splendens - Gazania

## Ge

### Gen
- Genista - fam. Fabaceae (Légumineuses)
  - Genista acanthoclada
  - Genista aetnensis
  - Genista albida
  - Genista anatolica
  - Genista anglica - Genêt d'Angleterre
  - Genista aristata
  - Genista aspalathoides
  - Genista baetica
  - Genista berberidea
  - Genista carinalis
  - Genista carpetana
  - Genista cinerea - Genêt cendré
  - Genista corsica
  - Genista cupanii
  - Genista dorycnifolia
  - Genista ephedroides
  - Genista falcata
  - Genista fasselata
  - Genista florida
  - Genista germanica - Genêt d'Allemagne
  - Genista haenseleri
  - Genista hassertiana
  - Genista hirsuta
  - Genista hispanica - Petit genêt d'Espagne
  - Genista holopetala
  - Genista hystrix
  - Genista januensis
  - Genista lobelii Genêt de L'Obel
  - Genista lucida
  - Genista lydia - Genêt de Lydie
  - Genista micrantha
  - Genista pilosa - Genêt poilu
  - Genista tinctoria - Genêt des teinturiers

- Gentiana - fam. Gentianaceae
  - Gentiana acaulis - Gentiane acaule ou Gentiane de Koch
  - Gentiana alpina - Gentiane des Alpes
  - Gentiana angustifolia
  - Gentiana asclepiadea - Gentiane Asclépiade
  - Gentiana aucolis
  - Gentiana azurhimmel
  - Gentiana clusii - Gentiane de Clusius
  - Gentiana cruciata - Gentiane croisette
  - Gentiana dahurica
  - Gentiana dinarica
  - Gentiana farreri
  - Gentiana lagodechiana
  - Gentiana ligustica - Gentiane de Ligurie
  - Gentiana lutea - Gentiane jaune ou grande gentiane
  - Gentiana nivalis - Gentiane des neiges
  - Gentiana pneumonanthe  - Gentiane des marais
  - Gentiana septemfida
  - Gentiana sino-ornata
  - Gentiana tibetica
  - Gentiana verna - Gentiane de printemps

- Gentianella - fam. Gentianaceae
  - Gentianella amarella - Gentiane amère

- Gentianopsis - fam. Gentianaceae
  - Gentianopsis ciliata - Gentiane ciliée
  - Gentianopsis macounii
  - Gentianopsis victorinii

### Geo
- Geocaulon
  - Geocaulon lividum

- Geoffroea

### Ger
- Geranium - fam. Géraniacées
  - Geranium bicknellii - Géranium de Bicknell
  - Geranium cantabrigiense
  - Geranium cinereum
  - Geranium clarkei - Géranium de Clarke
  - Geranium dalmaticum - Géranium de Dalmatie
  - Geranium endressii - Géranium d'Endres
  - Geranium grandiflorum - Géranium à grandes fleurs 
  - Geranium himalayense - Géranium Himalayien
  - Geranium incanum - Géranium
  - Geranium lancastriense - Géranium
  - Geranium macrorrhizum - Géranium
  - Geranium maculatum - Géranium
  - Geranium magnificum - Géranium
  - Geranium meeboldii - Géranium
  - Geranium nodosum - Géranium
  - Geranium orientalitibeticum - Géranium
  - Geranium oxonianum - Géranium
  - Geranium palustre - Géranium
  - Geranium phaeum - Géranium
  - Geramiun pratensis - Géranium
  - Geranium psilostemon - Géranium
  - Geranium pusillum - Géranium à tiges grèles
  - Geranium pylzowianum - Géranium
  - Geranium rectum - Géranium
  - Geranium renardii - Géranium
  - Geranium riversleaianum - Géranium
  - Geranium robustum - Géranium
  - Geranium sanguineum - Géranium sanguin
  - Geranium sessiflorum - Géranium
  - Geranium sylvaticum - Géranium des forêts
  - Geranium thunbergii - Géranium
  - Geranium wlassowianum - Géranium

- Gerbera - fam. Composées
  - Gerbera Jamesonii - Gerbera

### Geu
- Geum - fam. Rosacées
  - Geum aleppicum - Benoîte d'Alep
  - Geum borisii - Benoîte de Boris
  - Geum bulgaricum - Benoîte de Bulgarie
  - Geum canadense - Benoîte du Canada
  - Geum chiloense
  - Geum coccineum - Benoîte orangée
  - Geum  hispidum (pt) - Benoîte hispide
  - Geum laciniatum - Benoîte laciniée
  - Geum  macrophyllum - Benoîte à grandes feuilles
  - Geum montanum - Benoîte des montagnes
  - Geum reptans
  - Geum rivale - Benoîte des ruisseaux

## Gi

### Gil
- Gilia  - fam. Polémoniacées
  - Gilia tricolor - Gilia tricolore

### Gin
- Ginkgo - fam. Ginkgoacées
  - Ginkgo biloba - Ginkgo  ou Arbre aux quarante écus
    - Ginkgo biloba Fastigiata
    - Ginkgo biloba Pendula
    - Ginkgo biloba Tremonia

## Gl

### Gla
- Gladiolus - fam. Iridacées
  - Gladiolus cultivars - Glaieul
  - Gladiolus palustris
  - Gladiolus segetum - Glaïeul des moissons

- Glaux
  - Glaux maritima

### Gle
- Glechoma - fam. Lamiacées ou Labiatées - (lierre)
  - Glechoma hederacea - Lierre terrestre

- Gleditsia - fam. Fabacée sous-fam. Césalpiniacées (arbre)
  - Gleditsia caspiensis - Févier de la Caspienne

### Gli
- Gliricidia

### Glo
- Globularia - fam. Globulariacées
  - Globularia alypum - Globulaire
  - Globularia cordifolia - Globulaire à feuilles cordées
  - Globularia elongata
  - Globularia nudicaulis
  - Globularia punctata - Globulaire ponctuée
  - Globularia trichosantha
  - Globularia vulgaris - Globulaire commune
  - Globularia willkommii - Globulaire de Willkomm

### Gly
- Glyceria
  - Glyceria aquatica
  - Glyceria borealis - Glycérie boréale
  - Glyceria canadensis - Glycérie du Canada
  - Glyceria fernaldii - Glycérie de Fernald
  - Glyceria fluitans
  - Glyceria grandis - Glycérie géante
  - Glyceria maxima - Grande glycérie
  - Glyceria spectabilis
  - Glyceria melicaria - Glycérie mélicaire
  - Glyceria pallida - Glycérie pâle
  - Glyceria septentrionalis - Glycérie septentrionale
  - Glyceria striata - Glycérie striée

- Glycine - fam. Fabacées ou Légumineuses
  - Glycine apios ou Apios tuberosa - Glycine tubereuse
  - Glycine max ou Glycine hispida - Soja

- Glycyrrhiza - fam. Fabacées ou Légumineuses
  - Glycyrrhiza glabra - Réglisse - synonymes Glycyrrhiza hirsuta, Glycyrrhiza echinata, Glycyrrhiza pallida, Glycyrrhiza officinalis, Glycyrrhiza laevis, Glycyrrhiza viscosa, Glycyrrhiza vulgaris

## Go

### God
- Godetia voir à  Clarkia amoena - Onagracées
  - Godetia Witneyi Grandiflora - Godetia double
  - Godetia grandiflora - Godetia à grande fleur

### Gol
- Goldmania

### Gom
- Gomphocarpus
  - Gomphocarpus suffruticosus - Gomphocarpe

### Gon
- Goniolimon
  - Goniolimon tataricum

- Goniorrhachis

### Goo
- Goodyera - fam. Orchidacées
  - Goodyera repens - Goodyère rampante
  - Goodyera tesselata

### Gos
- Gossypium - fam. Malvaceae (arbuste)
  - Gossypium arboreum - Cotonnier en arbre

## Gr

### Gra
- Gratiola
  - Gratiola aurera
  - Gratiola officinalis
  - Gratiola neglecta glaberrima

- Grazielodendron

### Gri
- Grindelia
  - Grindelia chiloensis
  -  rindelia integrifolia

## Gu

### Gui
- Guibourtia

### Gun
- Gunnera - fam. Halorragidacée
  - Gunnera chilensis
  - Gunnera magellanica
  - Gunnera manicata
  - Gunnera scabra
  - Gunnera tinctoria

### Guz
- Guzmania
  - Guzmania lingulata
    - Guzmania lingulata minor' - Guzmania

## Gy

### Gym
- Gymnadenia - fam. Orchidacées
  - Gymnadenia conopsea - Orchis moucheron

- Gymnocarpium - fam. Dryoptéridacées (fougère)
  - Gymnocarpium dryopteris ou Dryopteris linnaena - Fougère du Chêne

### Gyn
- Gynerium - fam. Poacées
  - Gynerium argenteum ou Cortaderia argentea - Herbe de la pampa
    - Gynerium argenteum Albo lineatis - Herbe de la pampa à feuilles rubanées de blanc
    - Gynerium argenteum Aureo variegatis - Herbe de la pampa à feuilles rubanées de jaune
    - Gynerium argenteum Gigantea - Herbe de la pampa à panicules blanches
    - Gynerium argenteum Rosea - Herbe de la pampa à inflorescence rose

### Gyp
- Gypsophila - fam. Caryophyllacées
  - Gypsophila elegans - Gypsophile élégant
  - Gypsophila monstrosa
  - Gypsophila pacifica
  - Gypsophila paniculata - Gypsophile vivace
  - Gypsophila paniculata Virgo - Gypsophile vivace double blanc
  - Gypsophila repens

Voir aussi Plantes par nom scientifique